# Villedubert
Villedubert é uma comuna francesa na região administrativa de Occitânia, no departamento de Aude. Estende-se por uma área de 3,04 km². Em 2010 a comuna tinha 362 habitantes (densidade: 119,1 hab./km²).